# Berliner Illustrirte Zeitung
Berliner Illustrirte Zeitung (BIZ) byl ilustrovaný týdeník založený v roce 1891, první pravidelné vydávání bylo publikováno dne 4. ledna 1892.
V roce 1894 koupil noviny Leopold Ullstein (Ullstein Verlag). Byly to vůbec první německé masové noviny. Technické inovace, jako byl ofsetový tisk, sazečský stroj nebo zlevnění výroby papíru přispělo k tomu, že se BIZ prodával za 10 feniků. To tehdy byla cena dostupná pro pracující vrstvy.
Na konci Výmarské republiky dosáhly BIZ nákladu téměř dva miliony kopií. Od roku 1926 do 1931 BIZ expedoval noviny v Německu svými vlastními letadly od roku 1931 spolupracovali s Lufthansou.

## Významní fotožurnalisté
Pro BIZ pracovali tito významní fotožurnalisté:
- Martin Munkácsi